# Cleome gynandra
Espèce
Classification APG III (2009)
Cleome gynandra est une espèce de plantes annuelles de la famille des Capparaceae selon la classification classique et des Cleomaceae selon la classification phylogénétique.
Plante à port érigé, elle peut atteindre 0,6 m de haut, elle a des feuilles de 3 à 5 folioles et des fleurs zygomorphes roses et des gousses comme fruit.
Elle est largement consommée par les humains en Afrique du Sud où elle est connue sous le nom de « chou africain » et en Afrique de l’est ou elle connu sous le nom de << Mwangani>> en swahili. A La Réunion, elle est consommée en brède et appelée brède puante
Plante originaire d'Afrique, on la rencontre dans toutes les régions tropicales et subtropicales du monde. Elle est considérée comme plante envahissante aux États-Unis et dans certains pays du Pacifique.

## Galerie

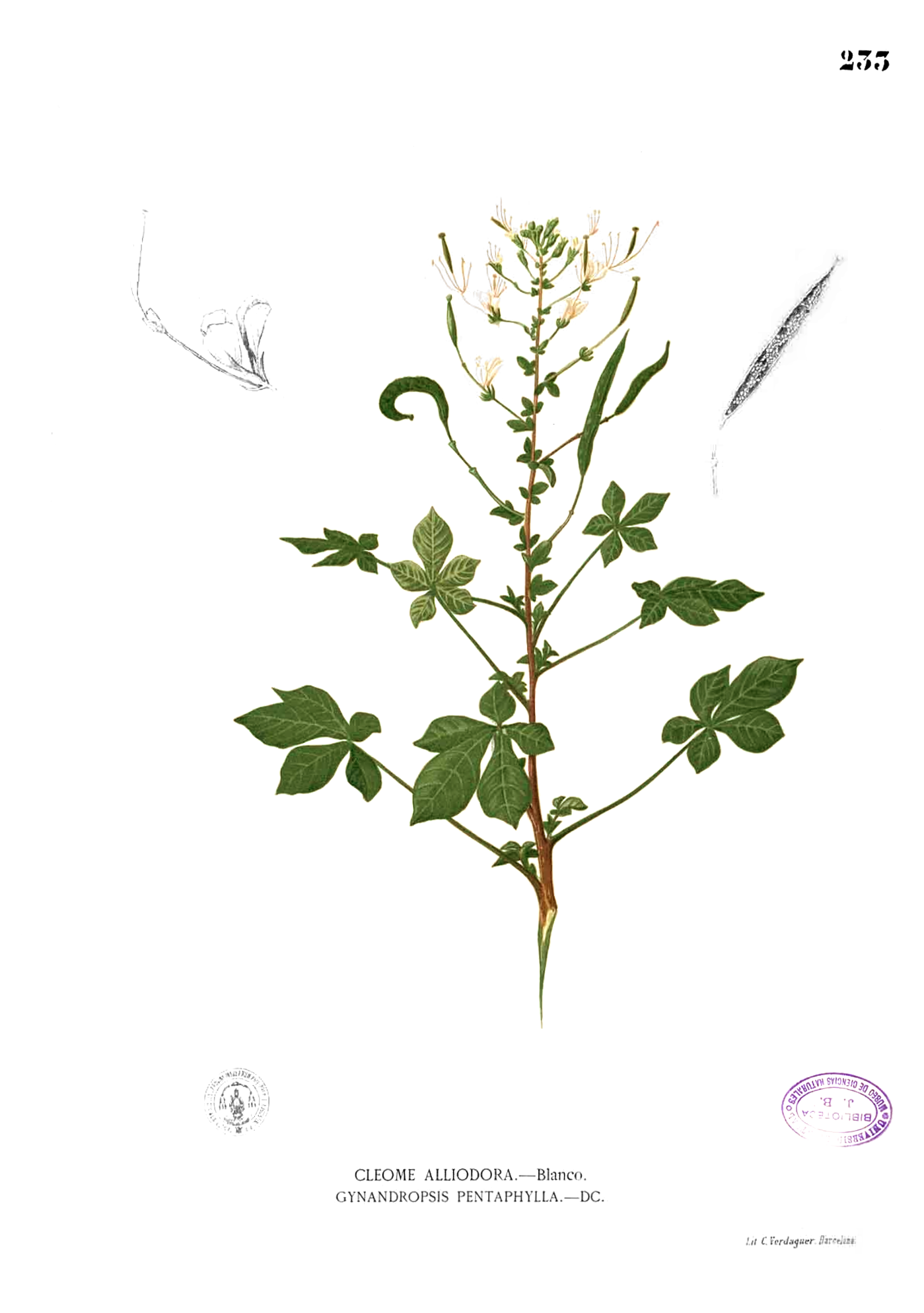
Planche botanique
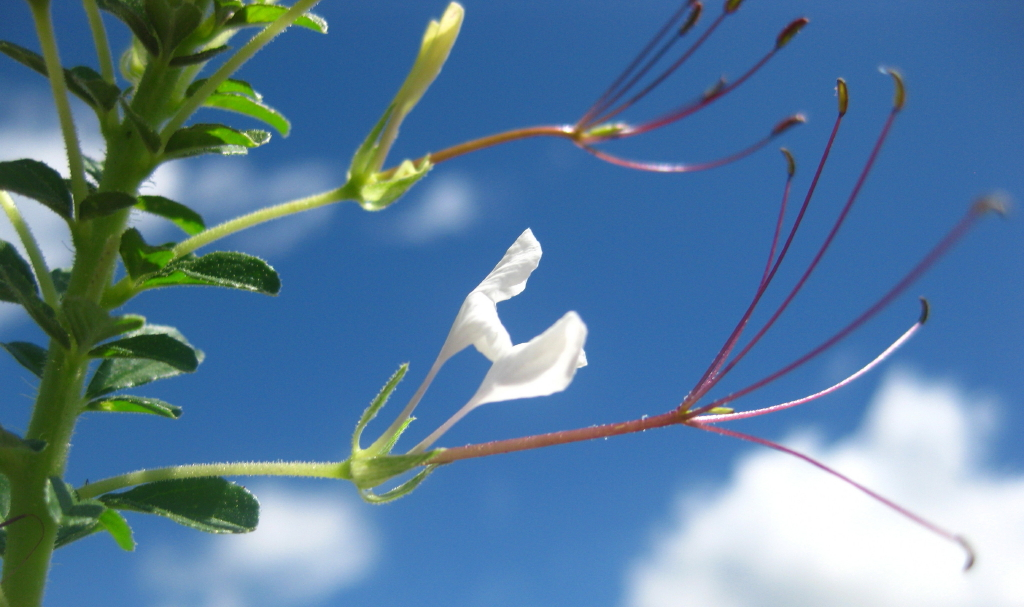

## Référence
- http://www.zimbabweflora.co.zw/speciesdata/species.php?species_id=124340